# Lerista praefrontalis
Lerista praefrontalis là một loài thằn lằn trong họ Scincidae. Loài này được Greer mô tả khoa học đầu tiên năm 1986.